# Карлуково
Карлу́ково (болг. Карлуково) — село в Ловецькій області Болгарії. Входить до складу общини Луковит.

## Населення
За даними перепису населення 2011 року у селі проживали 847 осіб.
Національний склад населення села:
| Національність   | Кількість осіб | Відсоток |
| ---------------- | -------------- | -------- |
| болгари          | 651            | 77,1%    |
| цигани           | 182            | 21,6%    |
| турки            | 4              | 0,5%     |
| інша             | 7              | 0,8%     |
| не визначились   | 0              | 0%       |
| Всього відповіли | 844            |          |

Розподіл населення за віком у 2011 році:
Динаміка населення: